# ریچل کومیسارز
ریچل کومیسارز (به انگلیسی: Rachel Komisarz) (زادهٔ ۵ دسامبر ۱۹۷۶) شناگر اهل ایالات متحده آمریکا است.